# Andorra op de Olympische Winterspelen 2006
Tijdens de Olympische Winterspelen van 2006 die in Turijn werden gehouden nam Andorra voor de negende maal deel.
Drie sporters vertegenwoordigden Andorra in het alpineskiën en bij het langlaufen. Er werden geen medailles verdiend.

## Deelnemers en resultaten

### Alpineskiën
| Olympiër       | Discipline     | Resultaat | Prestatie                                           |
| -------------- | -------------- | --------- | --------------------------------------------------- |
| Roger Vidosa   | afdaling (m)   | 50e       | 1.59,21                                             |
| Roger Vidosa   | combinatie (m) | 28e       | afdaling: 1.46,09 slalom: run 1: 48,23 run 2: 47,05 |
| Roger Vidosa   | slalom (m)     | 28e       | run 1: 59,87 run 2: 54,16                           |
| Alex Antor (2) | afdaling (m)   | 39e       | 1.55,01                                             |
| Alex Antor (2) | combinatie (m) | DNF-a     | afdaling: niet gefinisht                            |
| Alex Antor (2) | slalom (m)     | DNF-1     | run 1: niet gefinisht                               |

### Langlaufen
| Olympiër        | Discipline              | Resultaat    | Prestatie      |
| --------------- | ----------------------- | ------------ | -------------- |
| Francesc Soulie | 30 km achtervolging (m) | DNF          | niet gefinisht |
| Francesc Soulie | 15 km klassiek (m)      | 72e          | 44.42,6        |
| Francesc Soulie | 1,5 km sprint (m)       | kwalificatie | kwalificatie   |
| Francesc Soulie | 50 km massastart (m)    | DNF          | niet gefinisht |

Albanië · Algerije · Amerikaanse Maagdeneilanden · Andorra · Argentinië · Armenië · Australië · Azerbeidzjan · België · Bermuda · Bosnië en Herzegovina · Brazilië · Bulgarije · Canada · Chili · China · Chinees Taipei · Costa Rica · Cyprus · Denemarken · Duitsland · Estland · Ethiopië · Finland · Frankrijk · Georgië · Griekenland · Groot-Brittannië · Hongarije · Hongkong · Ierland · IJsland · India · Iran · Israël · Italië · Japan · Kazachstan · Kenia · Kirgizië · Kroatië · Letland · Libanon · Liechtenstein · Litouwen · Luxemburg · Macedonië · Madagaskar · Moldavië · Monaco · Mongolië · Nederland · Nepal · Nieuw-Zeeland · Noord-Korea · Noorwegen · Oekraïne · Oezbekistan · Oostenrijk · Polen · Portugal · Roemenië · Rusland · San Marino · Senegal · Servië en Montenegro · Slovenië · Slowakije · Spanje · Tadzjikistan · Thailand · Tsjechië · Turkije · Venezuela · Verenigde Staten · Wit-Rusland · Zuid-Afrika · Zuid-Korea · Zweden · Zwitserland